# Пожари у Аустралији 2019/2020.
Пожари у Аустралији 2019/2020. почели су у другој половини 2019. и трају још увек. Сезону су обележили најинтезивнији пожари у односу на све претходне сезоне. До сада је изгорело преко 10,7 милиона хектара шуме, уништено преко 5900 објеката, страдало 28 особа и преко пола милијарде животиња (не рачунајући водоземце и бескичмењаке). На највећем удару пожара су савезне државе Викторија и Нови Јужни Велс, у коме је у децембру 2019. проглашено ванредно стање.
Пожаром су највише погођене животиње. Еколози сматрају да ће врстама које су и успеле да преживе пожаре требати неколико векова, да поврате своју бројност пре пожара. У пожарима је до сада уништена трећина популације коала, које због споријег кретања имају највише проблема да побегну од ватре.
10. јануара 2020. ношени ветром, пожари из различитих држава су се спојили у један мегапожар, који по површини коју обухвата представља највећи пожар забележен у историји. Пожари су толико подигли температуру да је дошло до стварња пирокумулонимбуса, али чак ни они нису успели да угасе ватру која их је створила, како то иначе бива. Уместо тога дошло је до стварања торнада, који су у комбинацији са пожаром довели до ватрених торнада.